# Sit-on-Top

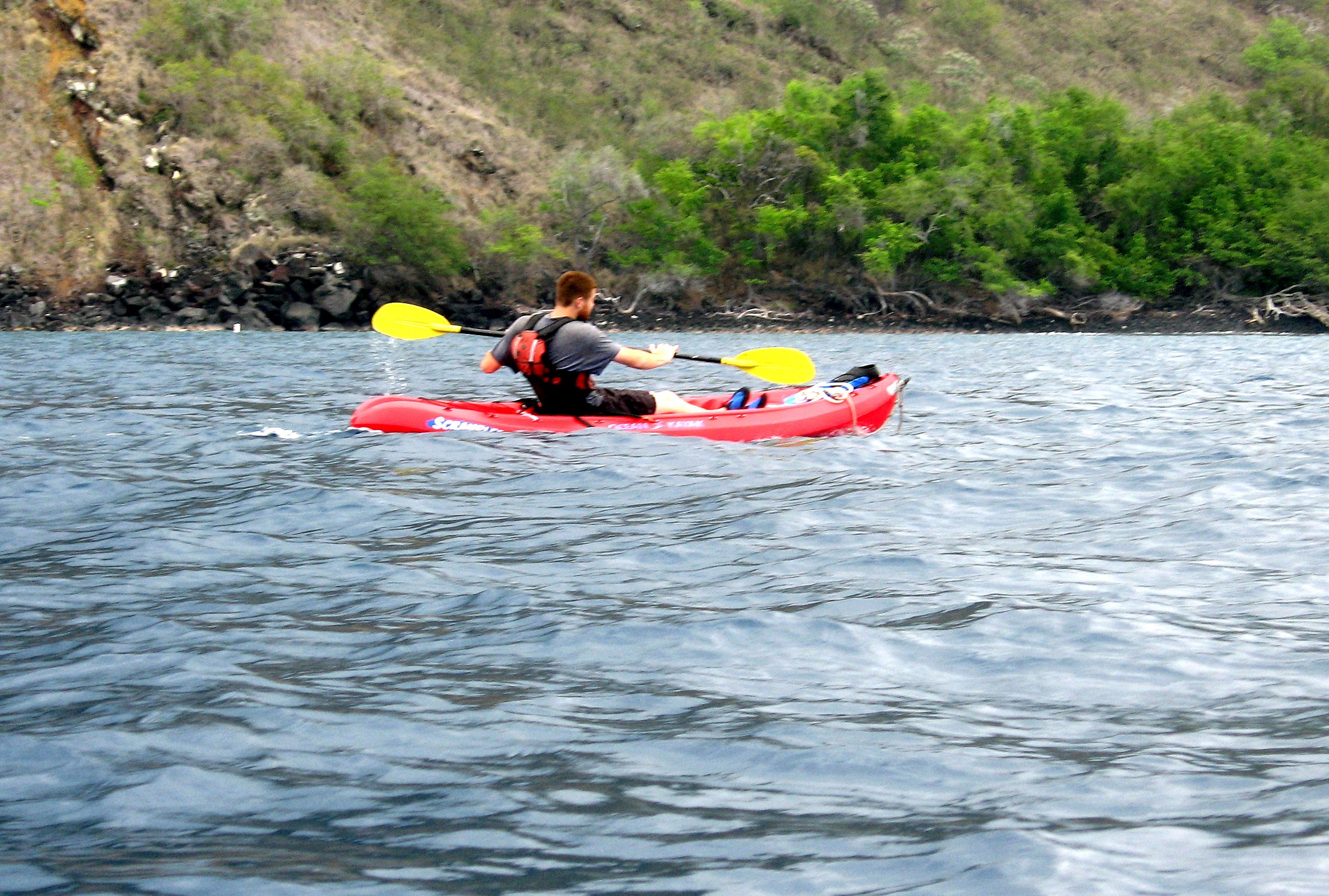
Sit-on-Top-Kajak vor Hawaii

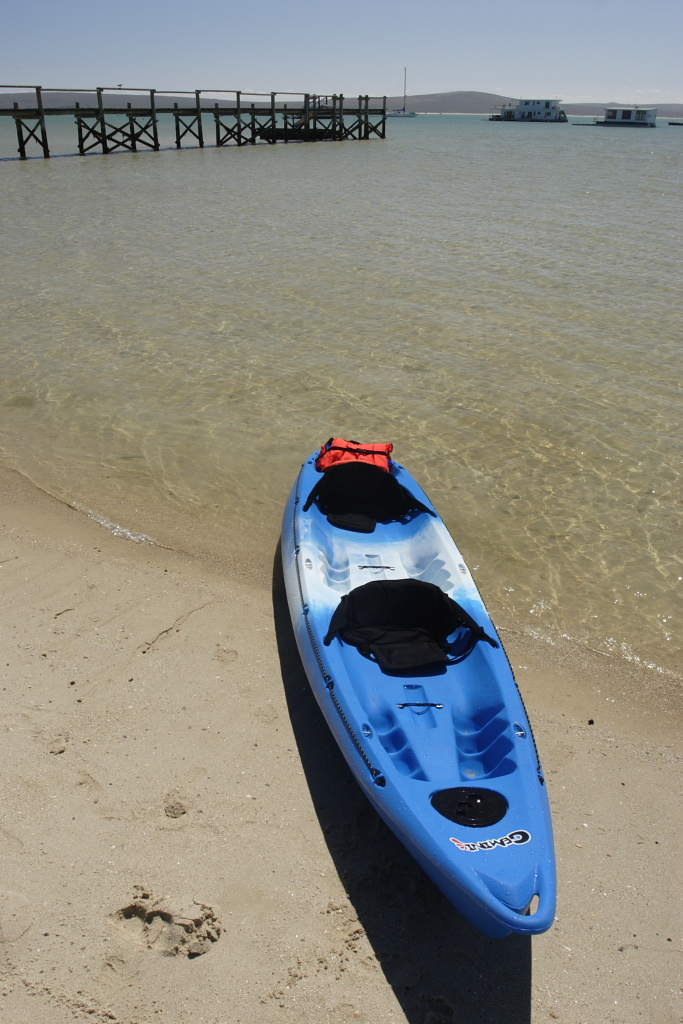
Sit-on-Top-Kajak

Sit-on-Top (engl.; etwa: sitz-oben-drauf), auch Aufsitzkajak oder Aufsitzerkajak, ist die Bezeichnung für einen Kajaktyp, bei dem der Paddler auf dem anstatt im Kajak sitzt. Der flache Rumpf der Sit-on-Tops besteht aus Luftkammern, wodurch das Boot selbst bei einer Kenterung nicht sinken kann. Als Material kommt nahezu ausschließlich PE zum Einsatz.
Der Paddler sitzt in einer Kuhle auf dem Boot. Manche Sit-on-Tops bieten Oberschenkelriemen für den Paddler und/oder Befestigungsriemen für mögliches Gepäck. Das Sit-on-Top weist Ähnlichkeiten mit Surf Skis auf, ist jedoch breiter und hat meistens keine Steueranlage. Seit einigen Jahren gibt es jedoch auch Sit-On-Top Boote, die um einiges länger und seetauglich sind. Sie besitzen fast immer eine Steueranlage.
Der Sitz eines Sit-on-Top-Kajak ist leicht über der Wasserlinie, so dass der Paddler höher als in einem herkömmlichen Kajak sitzt. Dadurch kann die Sitz- und Gepäckmulde durch Abflussbohrungen nach außen entwässert werden. Im Vergleich zum Seekajak ist ein Sit-on-Top meist breiter und kürzer, und dementsprechend langsamer. Solche Sit-on-Tops sind relativ wendig; mit Wildwasserkajaks können sie allerdings nicht mithalten. Es gibt jedoch auch Sit-On-Tops, die einem Seekajak in der Rumpfform ähneln, sie sind wesentlich schnittiger und können auch mit Seekajaks mithalten.
Sit-on-Tops werden wegen ihrer Anspruchslosigkeit insbesondere im Küstenbereich in der Kanuvermietung eingesetzt. Durch den geschlossenen Rumpf sind die Boote praktisch unsinkbar und sehr robust. Sie verfügen auch über eine sehr stabile Schwimmlage und vermitteln so auch trotz der hohen Sitzposition ein sicheres Gefühl. Diese Eigenschaft machen sich viele Leute zunutze, es gibt eine seit kurzem in Europa aufblühende Industrie, das Kajakangeln. Das Wiedereinsteigen auf ein Sit-on-Top aus dem Wasser ist wesentlich leichter als bei konventionellen Kanus. Die Bootsklasse wird auch deswegen von Anfängern geschätzt, weil es durch die freie Sitzposition die mögliche Angst vermeidet, sich bei einer Kenterung nicht aus dem Boot befreien zu können.
Immer häufiger werden die Boote auch zum Angeln oder Tauchen verwendet. Durch die extrem stabile Lage auf dem Wasser und den gut erreichbaren Stauraum vor und hinter dem Paddler eignen sich die Boote gut zum Angeln und Jagen, mit den größeren Booten sogar auf dem Meer. Die außergewöhnliche Rumpfart bietet sich auch gut an, um Rutenhalter, Positionsleuchten, Ankervorrichtungen, Echolote und vieles mehr zu montieren. Eine weitere Anwendungsmöglichkeit ist das Tierfotografieren.
Die Bootsklasse kam zunächst in den USA auf den Markt. In Europa konnten sie sich am schnellsten im Mittelmeerraum durchsetzen, im deutschsprachigen Raum begann die Verbreitung erst danach.